# Nichtparametrische Statistik
Die nichtparametrische Statistik, parameterfreie Statistik oder auch verteilungsfreie Statistik beschäftigt sich mit parameterfreien statistischen Modellen und parameterfreien statistischen Tests. Sie steht der parametrischen Statistik gegenüber.

## Modelle und Methoden
Parameterfreie Modelle unterscheiden sich von parametrischen Modellen dadurch, dass die Modellstruktur nicht a priori festgelegt wird, sondern aus den Daten bestimmt wird. Der Begriff parameterfrei bedeutet nicht, dass solche Modelle überhaupt keine Parameter besitzen. Vielmehr ist die Art und Anzahl der Parameter flexibel und nicht von vornherein festgelegt.
Parameterfreie statistische Methoden sind mathematische Prozeduren zum Testen statistischer Hypothesen. Anders als parametrische statistische Tests machen sie keine Annahmen über die Wahrscheinlichkeitsverteilung der untersuchten Variablen und sind deswegen auch anwendbar, wenn die bei vielen statistischen Aussagen notwendigen Verteilungsvoraussetzungen nicht erfüllt sind. Die Ergebnisse parameterfreier Methoden und Tests sind invariant gegenüber Transformationen der Variablen mit beliebigen streng monotonen Funktionen.
Resampling-Methoden sind wichtige nichtparametrische Methoden.
Verbreitete parameterfreie Methoden sind:

### Kenngrößen
- Median
- Quantile
- Rangkorrelationskoeffizient

### Verfahren
- Kerndichteschätzer
- Empirische Likelihood

### Tests
- Anderson-Darling-Test
- Binomialtest
- Cochrans Q (nach William Gemmell Cochran)
- Cohens Kappa
- Chi-Quadrat-Test
- Cramér-von-Mises-Test
- Fishers exakter Test
- Friedman zweiseitige Varianzanalyse in Rängen
- Kendall’scher Konkordanzkoeffizient
- Kolmogorow-Smirnow-Test und Lilliefors-Test
- Kruskal-Wallis-Test und Scheirer-Ray-Hare-Test in Rängen
- Kuiper-Test (nach Nicolaas Kuiper)
- Mann-Whitney-U-Test oder Wilcoxon-Rangsummentest
- McNemar-Test (ein Spezialfall des Chi-Quadrat-Tests)
- Median-Test
- Quade-Test
- Siegel-Tukey-Test (nach Sidney Siegel und John Tukey)
- Vorzeichentest
- Wald-Wolfowitz Run-Test oder Iterationstest
- Wilcoxon-Vorzeichen-Rang-Test (engl. Wilcoxon signed-rank Test)

Parameterfreie Tests können eine größere Teststärke haben als parametrische
Tests, wenn die Annahmen, die den parametrischen Tests zugrunde liegen, nicht erfüllt sind.

### Klassifikationsverfahren
Verbreitete Klassifikationsverfahren sind:
- Quader-Klassifikator
- Abstandsklassifikator
- Bayes-Klassifikator
- Nächste-Nachbarn-Klassifikation
- Fuzzy-Klassifikator
- Clusterverfahren
- Support Vector Machines